# 永安南站
永安南站位于福建省三明市永安市燕南街道永浆村，是南龙铁路和兴泉铁路上的车站，南龙场与兴泉场分场设置、不设联络线。车站于2018年12月29日启用，由中国铁路南昌局集团有限公司永安车务段管辖。